# Dorfkirche Germendorf
Die Dorfkirche Germendorf ist eine evangelische Kirche im Ortsteil Germendorf der Stadt Oranienburg. Sie wurde 1739 eingeweiht und ist seit den späten 1990er Jahren ein Baudenkmal. Das Gotteshaus gehört zur EKBO.

## Lage
Der Sakralbau steht im Dorfzentrum auf dem Anger und hat die Adresse Germendorfer Dorfstraße 56A. 

## Geschichte
Ein erstes Gotteshaus wurde 1375 erstmals urkundlich erwähnt. Das vorhandene Kirchengebäude entstand 1739, nachdem die frühere, wohl als Fachwerk ausgeführte Dorfkirche im Mai 1727 niedergebrannt war. Dabei wurden auch das Pfarrhaus und Tierställe sowie etliche Schriften und Bücher vernichtet. – Ein weiteres Feuer Mitte des 19. Jahrhunderts zerstörte den Kirchturm, der bis 1861 neu aufgebaut wurde.
In den 1970er Jahren wurden an dem unverputzten Kirchturm Erhaltungsarbeiten ausgeführt, insbesondere setzten die Maurer Zement zur Fugenabdichtung ein. Das schadete jedoch dem Mauerwerk und so platzten immer wieder Teile der Ziegelsteine ab, da sie die Witterungseinflüsse nicht ausgleichen konnten. 
Erst etliche Jahre nach der Wende, im Jahr 2005, konnte die Kirchengemeinde mit Hilfe von Förder- und Spendengeldern eine bauliche Sanierung ihrer Kirche samt Turm in Angriff nehmen. Bauleiter Wolfram Schwelgin sowie Restauratorin und Malermeisterin Kerstin Krupinkski arbeiteten eng mit dem Brandenburgischen Denkmalamt zusammen und zeichneten für die möglichst originalgetreue Ausführung der Arbeiten verantwortlich. Die Bauschäden am Turm erforderten den Ersatz zahlreicher Ziegel- und Formsteine, die in der Ziegelmanufaktur Glindow denkmalgerecht nachgebrannt und vor ihrer Verwendung vom Denkmalamt freigegeben wurden. Geachtet wurde auf Farbton, Größe und Struktur. 40 Steine mussten letztlich ausgetauscht werden.
Im Jahr 2013 erhielt das Kirchengebäude eine neue Elektroanlage.
Weitere Sanierungsarbeiten fanden 2016 statt: Morsche Dachbalken wurden ausgetauscht und das Dach mit Biberschwänzen denkmalgerecht neu eingedeckt. Die Saaldecke im Inneren musste nach den Dacharbeiten neu verputzt werden. Die Arbeiten kosteten insgesamt 195.000 Euro, die durch Fördergelder des Evangelischen Kirchenkreises Oberes Havelland und vom Brandenburgischen Ministerium für Wissenschaft und Kultur zu je 50.000 Euro, aus Mitteln der evangelischen Landeskirche in Höhe von 30.000 Euro, vom Oranienburger Denkmalamt in Höhe von 15.000 Euro und aus dem Gemeindekirchgeld sowie von Spenden der Kirchengemeindemitglieder und von Germendorfer Einwohnern stammten.
Im Jahr 2019 erfolgte zudem auch eine Innenrenovierung der Kirche, die mit Spenden von Privatpersonen und Geschäftsinhabern, aus dem evangelischen Kirchenkreis Oberes Havelland, von der Stadt Oranienburg, von der Mittelbrandenburgischen Sparkasse (MBS) sowie der Jugend-, Kultur-, Sport- und Sozialstiftung der MBS finanziert werden konnte.
Den endgültigen Abschluss dieser Runderneuerung feierte die Germendofer Gemeinde mit einem Festgottesdienst am zweiten Advent im Jahr 2020.

## Architektur

### Allgemeines
Das Kirchengebäude im Stil der Neuromanik ist ein Backsteinbau, dessen Fassaden mit Ausnahme des Kirchturms verputzt wurden.  
Die exakt geostete Kirche ist (samt Turm) etwa 25 Meter lang und 9,30 Meter breit.

### Turm
Der Turm hat einen quadratischen Grundriss in den Abmessungen 4,30 Meter × 4,30 Meter und ist mit einem flachen Satteldach über der Glockenstube abgeschlossen. In der Mitte auf dem flachen Pultdach steht ein metallenes Kirchenkreuz. 
Im Turm ist eine Uhr installiert und darüber gibt es auf allen vier Seiten in Rundnischen eingebaute Schallluken für das zweistimmige Geläut. Unterhalb der in Dreiergruppen angeordneten Schallöffnungen schmückt ein herumgeführtes Lisenenband den schlichten ziegelsichtigen Turmbau. Die Fenster im Turmtreppenhaus sind rundbogig, zuvor befanden sich anstelle der Fenster fest eingefügte Glasbausteine. Zwischen dem Turmunterbau und den Längswänden des Kirchenschiffes sind beidseitig zwei kleine Anbauten vorhanden, die wohl zur Vorbereitung von Gottesdiensten genutzt werden. Bei den Sanierungsarbeiten ab 2005 erhielt die Uhr neue elegantere Zeiger und das Zifferblatt einen frischen Anstrich. Zum Abschluss dieser Aktion fanden die Handwerker unter allen Schichten das wahrscheinliche Originalzifferblatt mit vergoldeten römischen Zahlen, die jedoch nicht mehr berücksichtigt werden konnten.

### Außen
Der Kirchenbau besteht aus einem einschiffigen Hauptgebäude mit einem angebauten Westturm. Der Hauptbau hat ein Zelt- bzw. Satteldach, das mit roten Dachziegeln gedeckt ist. Die Fassade ist komplett mit zartgelbem Putz versehen, der bei der Restaurierung zu Beginn des 21. Jahrhunderts mit schmalen Rillen eine Querbetonung erhielt. 
Das Hauptportal befindet sich am Turmunterbau und kann nur über zwei Stufen erreicht werden. Auf der Südseite der Saalkirche gibt es einen ebenerdigen und damit barrierefreien Zugang. 

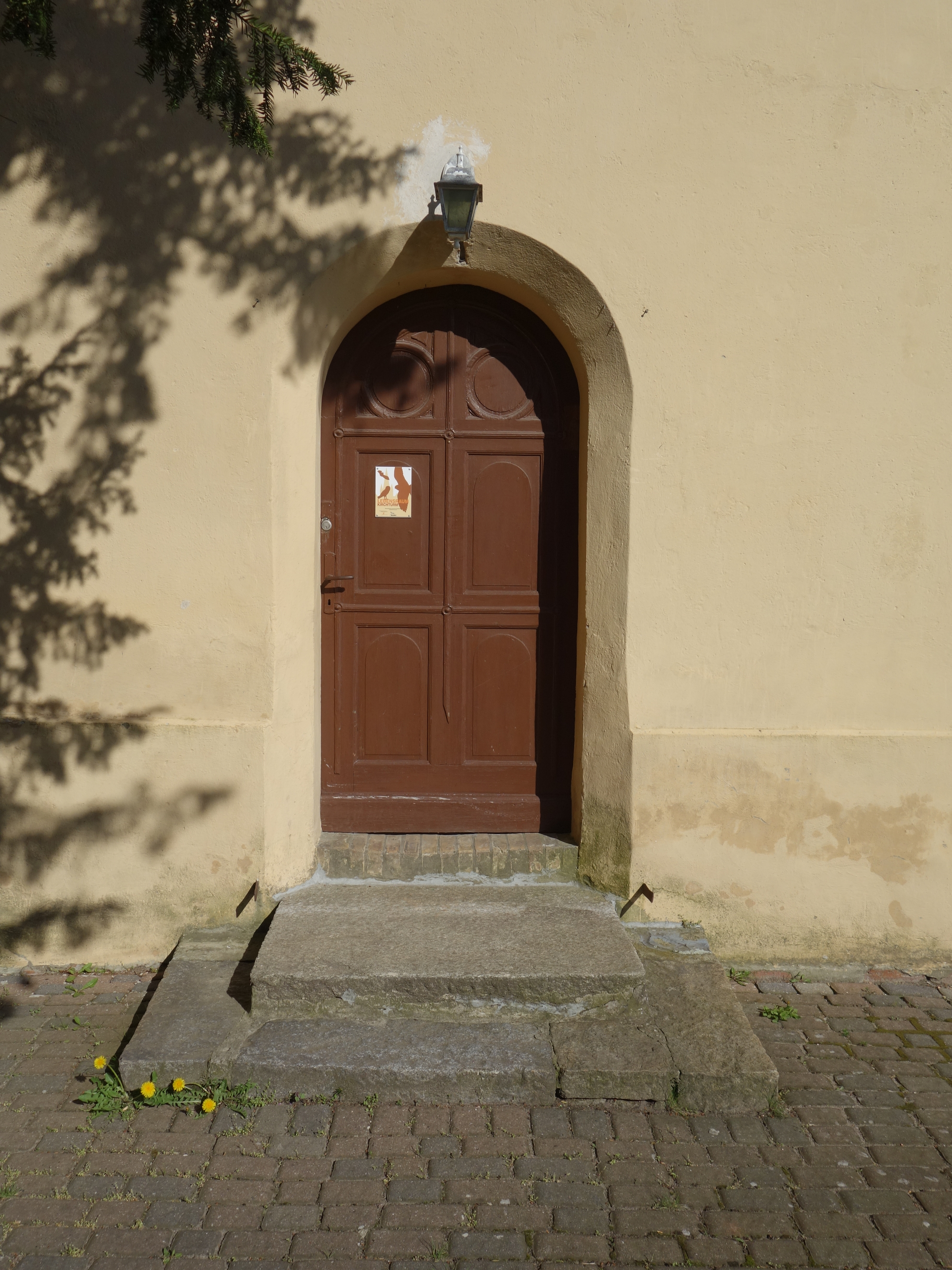
Kirchenportal am Turm

Die Fenster des Kirchenschiffes sind viersprossig rundbogig und mit einfarbigem Fensterglas in mehreren kleinen Rautenformen gefasst. Lediglich ein schmaler blauer Zierrand zieht sich außen um die Fensterfläche. An jeder der beiden Längswände gibt es vier solcher Fenster.

### Innen
Die Wandflächen im Inneren sind in zartem Gelbton gestrichen.

## Ausstattung

### Altar, Chor, Bestuhlung
Der Altarraum wird von dem erhaltenen barocken Kanzelaltar dominiert. Dieser hölzerne Altar ist weiß und hellgrau gestrichen und mit schmalen goldenen Streifen als Eckbetonung verziert. Der Kanzelkorb ist sechseckig. – An der Wand im Chor hängt ein Gemälde mit einer Christus-Darstellung und auf dem Altartisch steht ein vergoldetes Handkreuz.
Zwei Reihen grau gestrichene Holzbänke bieten den Kirchenbesuchern mehr als 150 Sitzplätze. Der Mittelgang ist mit einem roten Teppichboden ausgelegt.

### Taufe und weiteres
Ein historisches Taufbecken ist vorhanden und wird zu Kindstaufen benutzt. Der Kirchenraum ist beheizbar. 
An der geraden Decke im Kirchenraum hängt in der Mitte ein mehrarmiger Leuchter.

### Empore und Orgel
Die hölzerne U-förmige Empore im westlichen Teil des Kirchenschiffes ist mit hellgrauem Lack flächig gestrichen, die durch dezente türkisfarbene Querstriche – wie auch an den einfachen Säulenkapitellen – betont ist. Bei der Renovierung erhielten die Balustradenflächen der Empore Texte aus dem Evangelium nach Matthäus in Frakturschrift, beispielsweise: „Lasset die Kinder zu mir kommen und wehret ihnen nicht“, „Siehe ich bin bei euch alle Tage bis an der Welt Ende.“
Die Orgel auf der Empore stammt aus der Werkstatt von Friedrich Hermann Lütkemüller und wurde 1869 hier eingebaut. Sie befindet sich in einem geschlossenen weiß gefassten Gehäuse mit fünf kleinen Pfeifenfeldern in Rundbögen. Das einmanualige Instrument hat neun Register.
Nach der Innenerneuerung der Kirche war es wegen abgelagerter Baurückstände vorübergehend nicht benutzbar. Der Orgelbaumeister Tino Herrig aus Marwitz hat es gereinigt und wieder spielbereit gemacht. Kantor Jack Day aus der Nicolaikirche Oranienburg gab anlässlich der Wiedereinweihung des Germendorfer Gotteshauses im September 2015 ein Konzert auf diesem Instrument.

### Geläut
In dem rund 20 Meter hohen Turm hängen zwei Glocken, eine kleine Bronzeglocke aus dem Jahr 1845 und eine Stahlglocke, die 1920 neu gegossen worden war. Die vorherige große Glocke musste höchstwahrscheinlich im Ersten Weltkrieg als Metallspende des deutschen Volkes zur Herstellung von Kriegsgerät abgeliefert werden. Die Stahlglocke hat in den Jahren zwar einigen Rost angesetzt, sie funktioniert aber noch zuverlässig, wie bei der Turmsanierung festgestellt wurde.

## Seelsorge und andere Kirchennutzungen
Zum Einzugsgebiet der Kirchengemeinde gehören neben Germendorf der Oranienburger Ortsteil Lehnitz und die Bethlehemkapelle in Oranienburg. Ein eigenes Gemeindehaus gibt es in Germendorf nicht, für entsprechende Zwecke nutzt die Gemeinde die nahe gelegene Eisdiele.
Seit 2005 ist Arndt Farack Pfarrer der Gemeinde, zugleich auch für Oranienburg zuständig.
Um die Verwaltung und das Wohl des Kirchensprengels kümmert sich auch der Gemeindekirchenrat (GKR), bestehend aus sechs gewählten Ältesten der Ortsbereiche. Die letzte diesbezügliche Wahl fand am 3. November 2019 statt. – Als Küster ist Kay-Jürgen Dregge tätig, der zuvor Vorsitzender des GKR war. Vorsitzender des GKR ist Kay-Jürgen Reddig.
Zusammen mit Nachbarkirchengemeinden unterhält Germendorf einen Posaunenchor.
Die Kirche in Germendorf dient auch zu Kulturzwecken, beispielsweise finden hier Musikveranstaltungen der Serie Musik in Kirchen statt. Im September 2017 gab es hier die Aufführung Play Luther, ein musikalisches Theaterstück aus Anlass des Reformationsjubiläums.
Folgende Pfarrer waren für oder in der Kirche tätig (mit ihren Amtszeiten):
- 18. Jahrhundert: Pfarrer Wegener, in dessen Amtszeit der Brand von 1727 fiel[3]
- 1990–2003: (Interimslösung) Karsten Minkner, zweiter Pfarrer von Sachsenhausen
- seit 2005: Arndt Farack[7]

## In der Umgebung

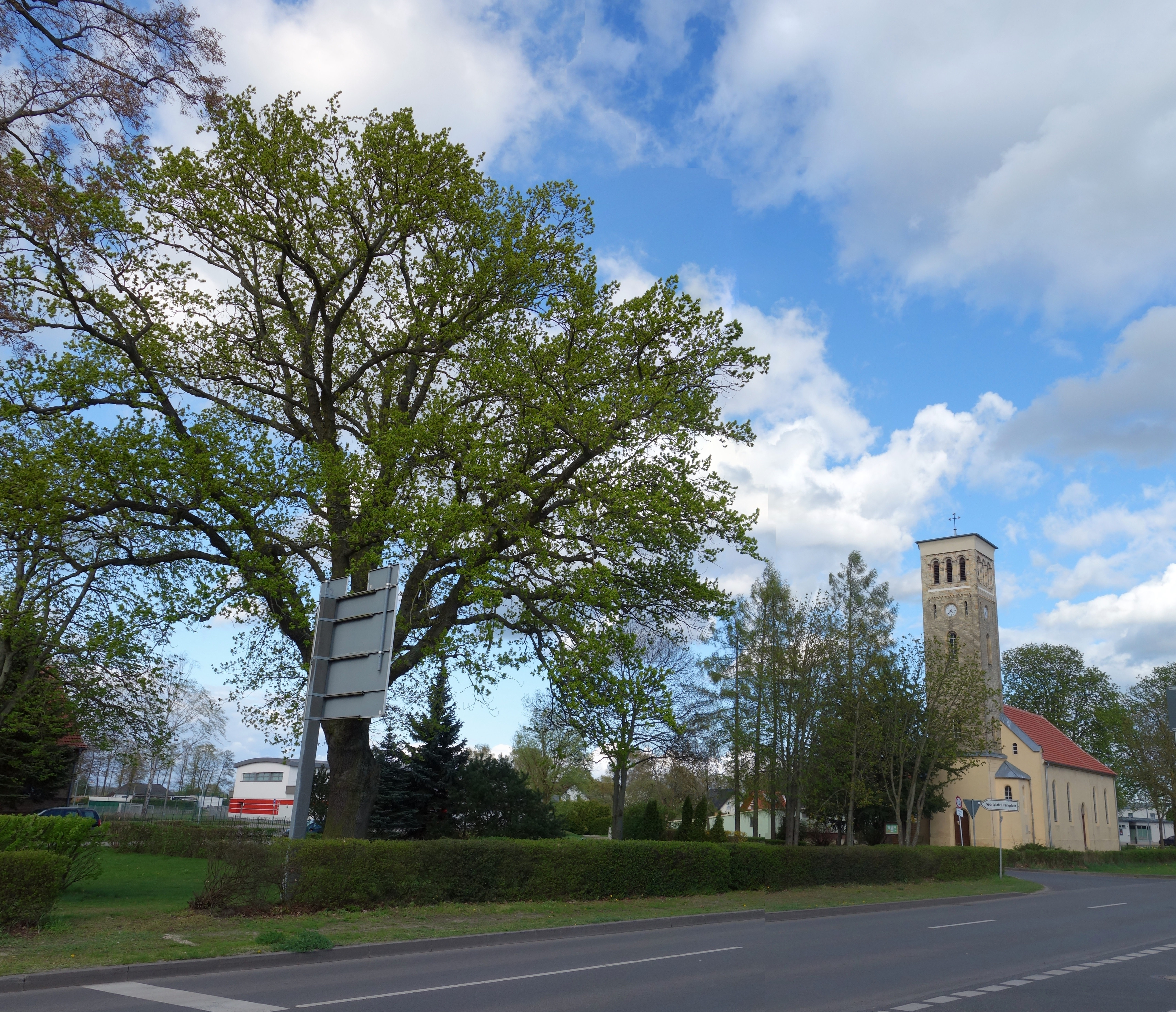
Friedenseiche vor Kirche

In unmittelbarer Nachbarschaft zur Kirche befinden sich eine Schule, eine Kindertagesstätte, eine Sporthalle, die Freiwillige Feuerwehr sowie Einkehrmöglichkeiten. 
Auf der ausgedehnten Wiese westlich des Kirchengebäudes steht eine Friedenseiche, ein Baum, wie er in verschiedenen Orten Deutschlands am Ende des Krieges 1871 gepflanzt worden war.